# MAK – Museum voor Toegepaste Kunst
Het MAK – Museum voor Toegepaste Kunst (MAK – Museum für angewandte Kunst) is een museum voor toegepaste kunst in Wenen.
Het museum is in 1863 opgericht en is gevestigd in een gebouw van Heinrich von Ferstel aan de Ringstraße. Sinds 2004 wordt het MAK 's avonds verlicht door de permanente buiteninstallatie "MAKlite" van de landschapskunst maker James Turrell.
Het museum verzamelt en presenteert onder meer meubilair, glas, keramiek, textiel, design en sieraden. Het bezit archieven van de Wiener Werkstätte en objecten van onder meer Lucien Gaillard, Josef Hoffmann en James Turrell.
In 2015 was het MAK het eerste museum dat een kunstwerk met Bitcoins aanschafte. Het ging om Harm van den Dorpel's screensaver "Event listeners".
Met meer dan 300.000 objecten heeft het MAK de grootste online presentatie van alle Oostenrijkse federale overheidsmusea.

## Digitale MAK
Het MAK heeft een uitvoerig digitaal aanbod. Gegevens over de collectie of de eigen publicaties van het museum worden beschikbaar gesteld voor onderzoek. Daarnaast biedt het MAK digistories aan en een blog geeft informatie over een breed scala aan onderwerpen. Een audiogids wordt gratis ter beschikking gesteld in de vorm van een webgebaseerde applicatie.

## Galerij

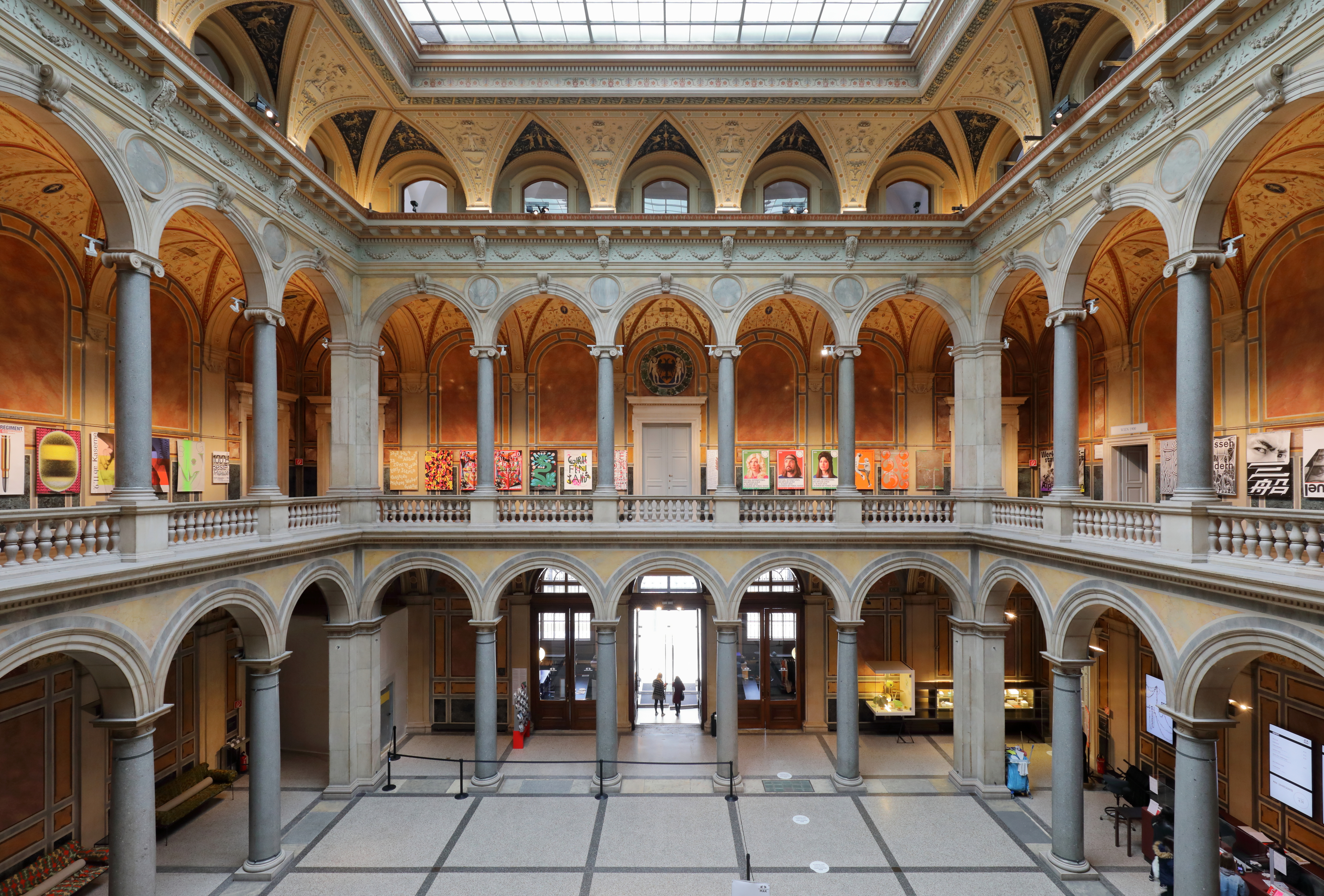
Interieur
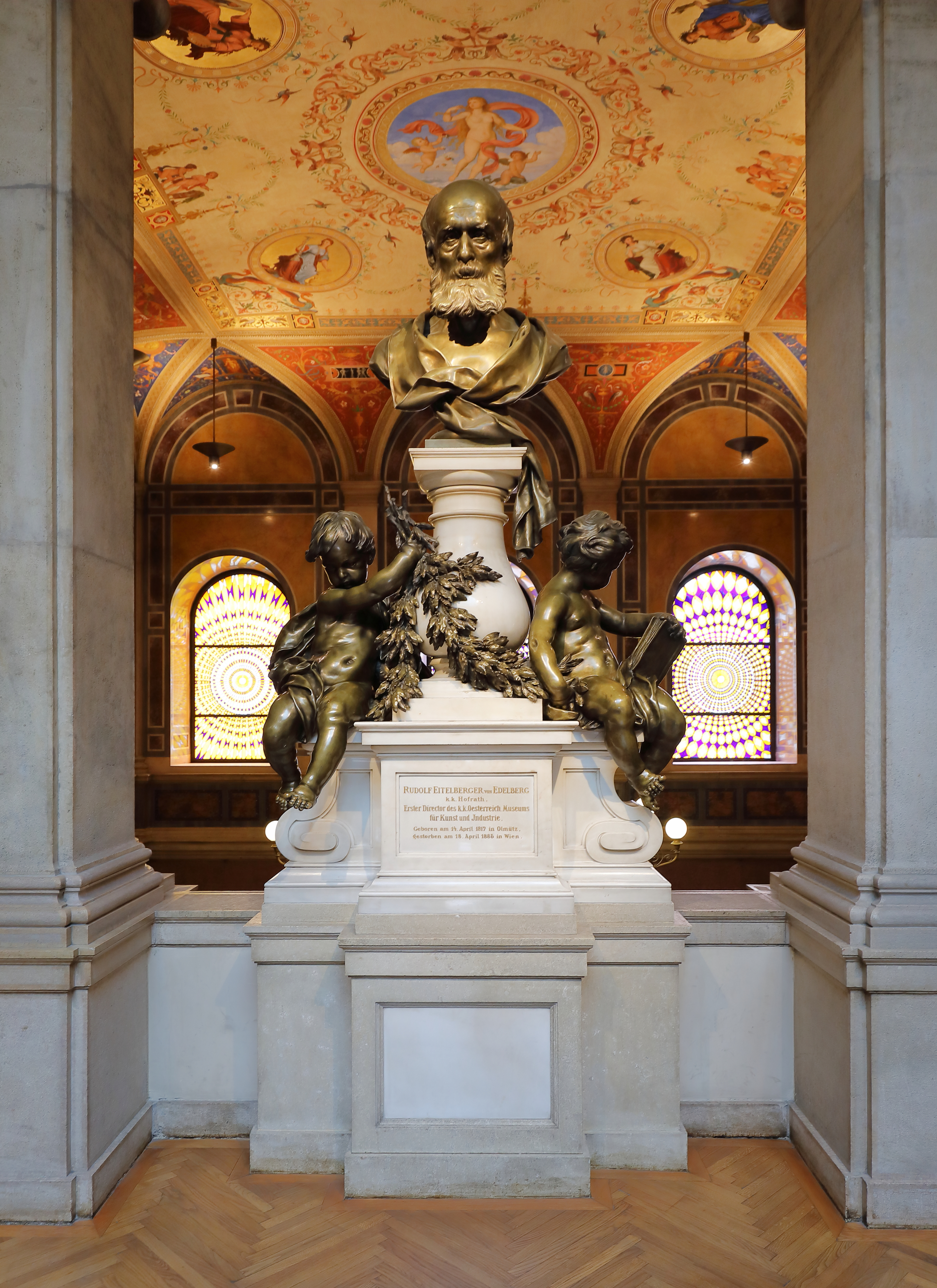
Interieur
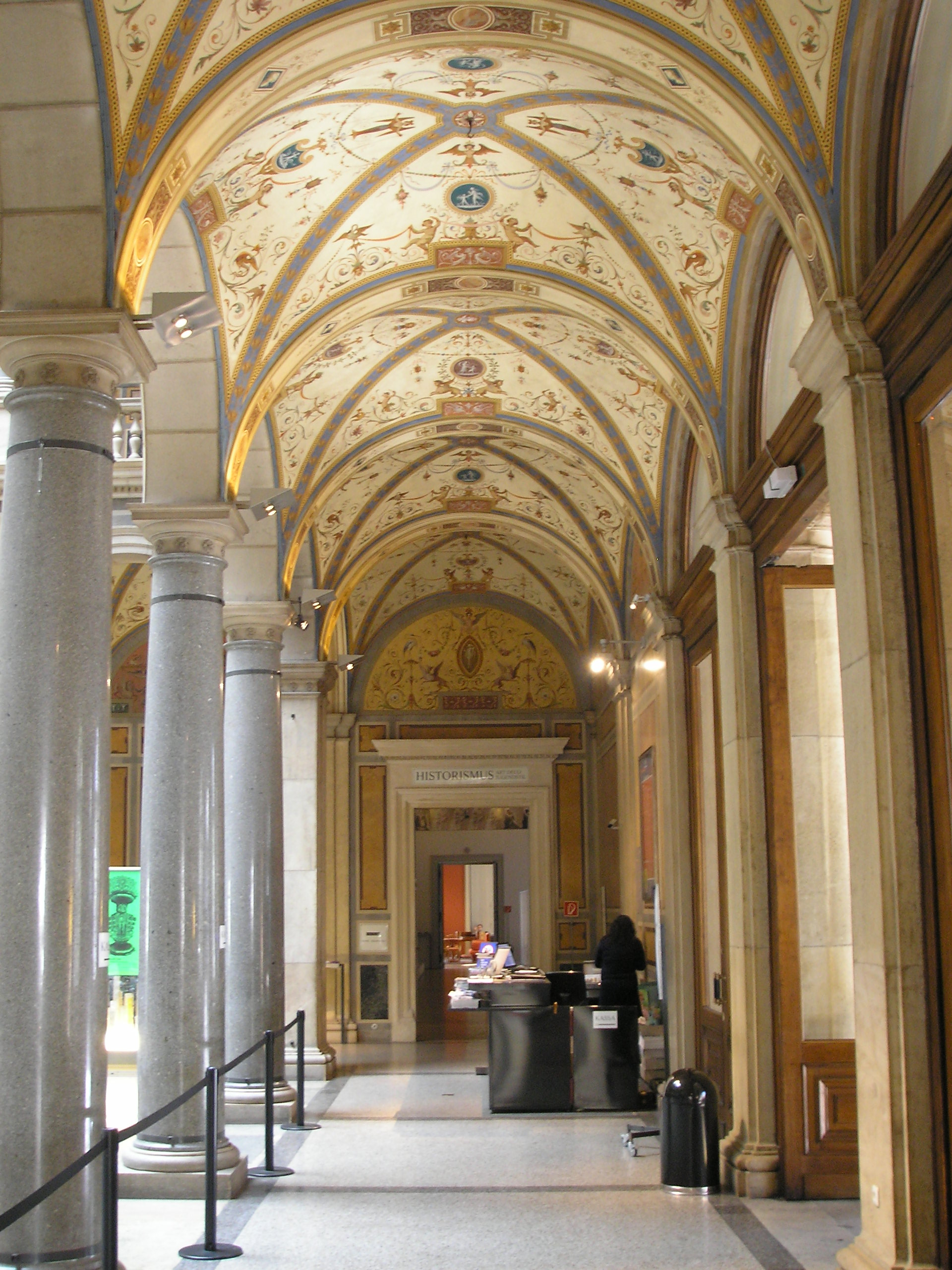
Interieur

## Links
- Officiële website
- Collectie online

- Bibsys: 90641178
- Catàleg d'autoritats de noms i títols de Catalunya: 981058612668106706
- CiNii: DA02267464
- Gemeinsame Normdatei: 10174144-3
- International Standard Name Identifier: 0000 0001 1957 6905
- Library of Congress Control Number: n80095576
- Nationale Bibliotheek van Letland: 000091051
- Nationale Bibliotheek van Tsjechië: kn20010710143
- Nationale bibliotheek van Australië: 35244014
- Nationale Bibliotheek van Israël: 987007303219405171
- Réseau des bibliothèques de Suisse occidentale: 02-A012324371
- Union List of Artist Names: 500213938
- Virtual International Authority File: 131256403

1977 Fundació Joan Miró  · 
1978 Bryggens Museum  · 
1979 Stadt- und Industriemuseum Rüsselsheim  · 
1980 Monaghan County Museum  · 
1981 Muziekmuseum  · 
1982 Ålands museum   · 
1983 Universalmuseum Joanneum   · 
1984 National Waterways Museum  / Scheepslift op het centrumkanaal  · 
1987 Neukölln Museum   · 
1988 Beiers Nationaal Museum  / Monasterio de las Descalzas Reales   · 
1989 Joods Historisch Museum  · 
1990 Museu da Água  · 
1991 Deutsche Salzmuseum  · 
1992 Museo della bonifica di Argenta  · 
1993 Archeologisch museum van Istanboel  / Kobarid Museum  · 
1994 Provinciaal museum van Lapland  · 
1995 Haus der Geschichte  · 
1996 MAK – Museum voor Toegepaste Kunst  · 
1997 Tropenmuseum  · 
1998 Museum van het Strelka Instituut  · 
1999 Museum voor Schone Kunsten  · 
2000 In Flanders Fields Museum  · 
2001 Theatermuseum  · 
2002 Buddenbrookhaus  · 
2003 Laténium  · 
2004 Gezondheidsmuseum in het complex van Bayezid II  · 
2005 Museum van Byzantijnse Cultuur  · 
2006 Churchill Museum and Cabinet War Rooms  · 
2007 Musée international de la Réforme  · 
2008 Svalbard Museum  · 
2009 Zeeuws Museum  · 
2010 Museu de Portimão  · 
2012 Rautenstrauch-Joest Museum   · 
2013 Museum of Liverpool  · 
2014 Baksı Müzesi  · 
2015 Musée des Civilisations de l'Europe et de la Méditerranée  · 
2016 European Solidarity Centre  · 
2017 Mémorial ACTe]  · 
2018 War Childhood Museum  · 
2019 Museum für Kommunikation  · 
2020 House of Leaves  · 
2021 Gulag History Museum  · 
2022 Nano Nagle Place  · 
2023 Arbejdermuseet  · 
2024 Muzeum Pamięci Sybiru 